# الحاسة السادسة (مسرحية)
الحاسة السادسة, قرر النجم عبد العزيز المسلم استئناف عرض مسرحية الرعب «الحاسة السادسة» ابتداء من أول أيام عيد الأضحى المبارك (2008)
مسرحية أجتماعية كوميدية بها مقتطفات من الرعب وهي قصة:عبد العزيز المسلّم ـ تأليف وإخراج: علي العلي ـ تصميم الاستعراض: عبد الله البدر.

## أيام العرض
قد مثلت المسرحية لمدة ثلاثة أعوام 2006 20072008 في الكويت أيام عيد الفطر وعيد الأضحى (2006) وصيف (2007), وعيد الأضحى (2008) والبحرين (10 أيام عيدالفطر 2007), وقطر (10 أيام عيد الأضحى 2007) والإمارات (إسبوع في ديسمبر2007) ، السعودية (10 أيام -فبراير 2009)، وتعتبر أول عرض لمسرحية من مسرح السلام على أرض الإمارات.

## فريق العمل
عبد العزيز المسلم، أحمد إيراج، مرام، حمد العماني، مشعل الشايع، محمد الشعيبي، بدر الشعيبي، 
جمال الشطي، عبد الله الرميان، محمود الهمشري، بدور عبد الله، العنود، عبدالمحسن العمر.
تصميم الديكور: مهندس/ أحمد صبري

## الأحداث
مسرحية 'الحاسة السادسة' ترتفع الستارة عن أحداثها التي تدور في منزل لا يدخله الناس يجري فيه تصوير فيديو كليب لمطربة، لكن فريق العمل يفاجأ بسماع أصوات في الليل، وهو ما يسبب لهم نوعا من الخوف والرعب، لا سيما بعد اغلاق الباب عليهم، لكنهم يكتشفون ان هناك مأساة إنسانية حقيقية موجودة داخل هذا البيت لشاب جرى تشويهه في عمر الطفولة على يد زوجة أبيه ورفض الخروج للناس خوفا من ردة فعلهم، ولعل ما جعل العرض يدخل في اطار المسرح الذي يقدم موضوعا وفكرة هو ان هذا الشاب كان يصرخ يوميا في الليل، لكن الناس لم يسألوا عنه وهو إسقاط على ان الكل أصبح يرى ما يحدث من حولنا في أنحاء الوطن العربي من دمار وخراب وحروب ولا يتكلم، لكن الأبطال في نهاية الأمر وبعد صراع مع الخوف يتحدون من اجل انقاذه واقناعه بالخروج من هذه العزلة، مستندين في ذلك إلى ان هناك الكثير من المعوقين والمشوهين ينخرطون في المجتمع، وقد حققوا انجازات أفضل من الأسوياء.

## حقائق
حققت المسرحية نجاح كبير جداو مثير لدرجة وصف عبد العزيز المسلم انها من أفضل مأقدم من أعمال وقد حضر لها أكثر من 60ألف متفرج عندما عرضت في سينما غرناطه وقد عاودوا فريق العمل عرضها بالصيف لمدة شهر على مسرح كيفان بإقبال جماهيري غفير وعرضت في السنة الثانية لها في البحرين في عيدالفطر ولمدة 10 أيام بنجاح جماهيري مميز وبعدها قدمت عروضها في عيدالأضحى في قطر بنجاح كبير وما يحسب للمسلم في هذا العرض اعطاؤه فرصة للوجوه الشابة مثل علي العلي، ومشعل الشايع ومرام وحمد العماني وغيرهم.
تغيرات : بعد عروض عيد الفطر كان الفنان محمد الشعيبي مرتبط بعمل في لبنان فأتى بدلا منه إداري الحركة في المسرحية عبد الله الرميان وعند معاودة عروضها في عيدالأضحى استرجع محمد الشعيبي دوره وتم إضافة دور آخر لعبد الله الرميان وهو دور المصمم الثاني للاستعراض وفي تلك العروض تم تصوير المسرحية وبعدها عندما عاودوا العروض بالصيف اعتذر جمال الشطي وأتى بدلا منه ناصر الدوب وهو أحد العاملين في الكواليس مع تقصير الدور وعند عرضها بالموسم الثاني في عيدالفطر بالبحرين اعتذروا محمد وبدر الشعيبي وتم دمج دور محمد بدور ثامر الشعيبي وأصبح الدور كله لثامر ودور بدر أخذه عبد الله ابن عبد العزيز المسلّم ودور جمال الشطي أخذه فوزي القاضي مع تقصير الدور ودور محمودالهمشري لغي وفي عيدالأضحى عندما عرضت في قطر أخذ ناصر الدوب دور بدرالشعيبي ودور جما ل الشطي أخذه المخرج علي العلي ودور محمود الهمشري لغي، والمعلومات التي ذكرت بخصوص عروض قطر غير دقيقه.
تغيرات :تم تغير اسم المسرحية من (شبح القصر) إلى (الحاسة السادسة)
جسد عبد العزيز المسلّم في هذه المسرحية دور الكومبارس في الكليب الغنائي.